# Уайт-Салфер-Спрингс (Монтана)
Уайт-Салфер-Спрингс (англ. White Sulphur Springs) — крупнейший город и административный центр округа Мар в штате Монтана в Соединённых Штатах Америки.
Согласно данным переписи населения США 2020 года, число жителей города составляло 955 человек, что немного больше (1,7%), чем было во время предыдущей переписи, проводившейся в 2010 году (939 человек), однако, за первую четверть XXI века в целом число горожан уменьшилось.

## История
Первоначально сообщество Уайт-Салфер-Спрингс называлось «Брюэрс-Спрингс» (англ. Brewers Springs) в честь Джеймса Скотта Брюэра (англ. James Scott Brewer), который предъявил права на местные термальные источники в 1866 году. В 1876 году название поселения было изменено на современное.
Своего максимального значения по числу жителей город достиг в 1980 году, тогда в Уайт-Салфер-Спрингс проживало 1302 человека. В третьем тысячелетии в столице проживает примерно половина всего населения округа.
Близость чистых рыбных озёр и Национального леса Льюиса и Кларка привлекает в город тысячи любителей активного отдыха.

## География
Уайт-Салфер-Спрингс находится в центральной части округа Мар, близ двух автомобильных шоссе. Река Смит-Ривер пересекает северо-западную часть города и затем впадает в реку Миссури.
Горы Касл-Маунтин находятся к юго-востоку от города. Водохранилище Ньюлан-Крик находится в 13 милях (21 км) по дороге на север, у подножия гор Литл-Белт, а озеро Сатерлин — в 10 милях (16 км) к северо-востоку вдоль шоссе. Озера популярны у любителей рыбалки на красную рыбу и налима.
Согласно данным Бюро переписи населения США, Уайт-Салфер-Спрингсимеет общую площадь 0,99 квадратных мили (2,56 км2) и вся эта территория приходится на сушу.